# Jessica Harmon
Jessica Harmon (Barrie, 27 de diciembre de 1985) es una actriz canadiense, reconocida por haber coprotagonizado la película de terror slasher, Black Christmas en 2006, en el papel de Megan Helms. Ha realizado apariciones en otras producciones, como iZombie, interpretando a la agente Dale Bozzio, como Niylah en The 100 y como Esrin en Battlestar Galactica: The Face of the Enemy. En 2010, ganó un premio Leo por su participación en la serie Wolf Canyon.
Nacida en Barrie, Ontario, Canadá. Sus padres son el director Allan Harmon y la productora Cynde Harmon; su hermano es el actor, Richard Harmon.

## Vida personal
Está casada con el actor Lenny Jacobson

## Filmografía

### Film
| Año  | Título                          | Rol                | Notas         |
| ---- | ------------------------------- | ------------------ | ------------- |
| 2003 | Agent Cody Banks                | Amiga de Natalie   |               |
| 2006 | Hollow Man 2                    | Heather Dalton     |               |
| 2006 | John Tucker Must Die            | Chica en la fiesta | Sin acreditar |
| 2006 | Black Christmas                 | Megan Helms        |               |
| 2008 | The Ambassador                  | Nina               | Corto         |
| 2012 | A Christmas Story 2             | Compradora         |               |
| 2013 | The Marine 3: Homefront         | Cajera             |               |
| 2013 | And Now a Word from Our Sponsor | Vendedora de autos |               |
| 2013 | The Goodbye Girl                | Sylvia Rose        | Corto         |
| 2013 | If I Had Wings                  | Sra. McVie         |               |
| 2014 | Body Language                   | Oleander           | Corto         |
| 2014 | Deeper                          | Beth               |               |
| 2015 | Reset                           | Natalie            | Corto         |
| 2015 | Outside the Lines               | Trish              | Corto         |
| 2015 | Bona Fide                       | Celeste            | Corto         |
| 2016 | PLAN b                          | Tracy              | Corto         |
| 2016 | Dead Rising: Endgame            | Jill Eikland       |               |
| 2017 | Heart of Clay                   | Justine            |               |
| 2018 | The Age of Adulting             | Jill               |               |

### Televisión
| Año       | Título                                      | Rol                          | Notas                                            |
| --------- | ------------------------------------------- | ---------------------------- | ------------------------------------------------ |
| 1997–1998 | The Outer Limits                            | Tali                         | 2 episodios                                      |
| 1998      | The New Addams Family                       | Delincuente juvenil          | Episodio: "Wednesday Leaves Home"                |
| 2001–2002 | Pasadena                                    | Mona                         | 2 episodios                                      |
| 2004      | The Days                                    | Trish                        | Episodio: "Day 1,403"                            |
| 2004      | Life As We Know It                          | Zoe Cresswell                | 6 episodios                                      |
| 2006      | Killer Instinct                             | Jennifer Crossland           | Episodio: "Love Hurts"                           |
| 2006      | Whister                                     | Danni Bender                 | Episodio: "The Burden of Truth"                  |
| 2007      | Supernatural                                | Lily Baker                   | Episodio: "All Hell Breaks Loose: Part 1"        |
| 2007      | Passion's Web                               | Lynn                         | Film para TV                                     |
| 2008      | Whister                                     | Natalie Webley               | 2 episodios                                      |
| 2008–2009 | Battlestar Galactica: The Face of the Enemy | Esrin                        | 10 episodios                                     |
| 2009      | Trust                                       | Kelyn                        | Film para TV                                     |
| 2009      | Kyle XY                                     | Gretchen                     | Episodio: "Life Support"                         |
| 2009      | Encounter with Danger                       | Monique                      | Film para TV                                     |
| 2009      | Everything She Ever Wanted                  | Debbie                       | 2 episodios                                      |
| 2009      | Fear Island                                 | Ashley                       | Film para TV                                     |
| 2009      | Wolf Canyon                                 | Samantha                     | Piloto no vendido                                |
| 2012      | Choose Your Victim                          | Katrina Schneider            | 8 episodios                                      |
| 2012      | Anything But Christmas                      | Faith                        | Film para TV                                     |
| 2013      | Emily Owens, M.D.                           | Diana                        | Episodio: "Emily and... The Leap"                |
| 2013      | Arrow                                       | Nancy Moore                  | Episodio: "Home Invasion"                        |
| 2013      | Romeo Killer: The Chris Porco Story         | Reportera #2                 | Film para TV                                     |
| 2013      | Animism                                     | Mel / Chico (voz)            |                                                  |
| 2013      | Chupacabra vs. The Alamo                    | Jenny                        | Film para TV                                     |
| 2013      | Supernatural                                | Olivia Camrose               | Episodio: "Dog Dean Afternoon"                   |
| 2013      | Christmas Bounty                            | Jessica / Cantinera          | Film para TV                                     |
| 2014      | Signed, Sealed, Delivered                   | Donna                        | Episodio: "Time to Start Livin'"                 |
| 2014      | Stolen from the Womb                        | Vivian                       | Film para TV                                     |
| 2014      | Motive                                      | Maya Bureen                  | Episodio: "Abandoned"                            |
| 2014      | Along Came a Nanny                          | Cookie                       | Film para TV                                     |
| 2015      | Backstrom                                   | Enfermera Brittany Gottman   | Episodio: "Give Til It Hurts"                    |
| 2015      | Love Under the Stars                        | Amy                          | Film para TV                                     |
| 2015      | The Returned                                | Janelle                      | Episodio: "Peter"                                |
| 2015      | 'Tis the Season for Love                    | Eileen                       | Film para TV                                     |
| 2015      | Wayward Pines                               | Mujer #1                     | Episodio: "Where Paradise Is Home"               |
| 2015      | Olympus                                     | Chalciope                    | 4 episodios                                      |
| 2015      | The Whispers                                | Miembro del equipo #3, Willa | 3 episodios                                      |
| 2015      | Proof                                       | Samantha Glenn               | Episodio: "Tsunami: Part One"                    |
| 2015–2019 | iZombie                                     | Dallas Anne Bozzio           | Rol recurrente; 32 episodios                     |
| 2016–2020 | The 100                                     | Niylah                       | Rol recurrente; 31 episodios Dirigió un episodio |
| 2016      | Stranger in the House                       | Dra. Harding                 | Film para TV                                     |
| 2016      | The Magicians                               | Mackenzie                    | Episodio: "The Mayakovsky Circumstance"          |
| 2017      | Final Vision                                | Colette MacDonald            | Film para TV                                     |
| 2017      | Hard Days, Wet Nights                       | Jill                         | Piloto no comprado                               |
| 2017      | Taken                                       | Gretchen Lareau              | Episodio: "Hail Mary"                            |
| 2017      | Somewhere Between                           | Mimi                         | Episodio: "Fate Takes a Holiday"                 |
| 2018      | The Bletchley Circle: San Francisco         | Lydia Nolan                  | 2 episodios                                      |
| 2019      | The Murders                                 | Alicia Bennett               | Episodio: "Toxic"                                |
| 2019      | Tempting Fate                               | Clair                        | Film para TV                                     |
| 2019      | V Wars                                      | Jessica Swann                | 2 episodios                                      |

### Directora
| Año  | Título                  | Notas                                                   |
| ---- | ----------------------- | ------------------------------------------------------- |
| 2020 | The 100                 | Episodio: "A Sort of Homecoming"                        |
| 2020 | My Best Friends Wedding | Película de Hallmark Channel                            |
| 2020 | The Angel Tree          | Película de Hallmark Movies & Mysteries                 |
| 2021 | The Vows We Keep        | Película de Hallmark Movies & Mysteries                 |
| 2021 | A Christmas Star        | Película de Great American Family; también coproductora |
| 2022 | Rip in Time             | Película de Hallmark Movies & Mysteries                 |
| 2022 | Game, Set, Love!        | Película de Hallmark Channel                            |
| 2022 | Fit for Christmas       | Película para CBS                                       |